# The Beast in the East
The Beast in the East było galą profesjonalnego wrestlingu wyprodukowaną przez federację WWE, która odbyła się 4 lipca 2015 w Ryōgoku Kokugikan w Tokio w Japonii i była transmitowana ekskluzywnie na WWE Network.

## Przygotowania
Gala oferowała walki profesjonalnego wrestlingu z udziałem różnych wrestlerów z istniejących oskryptowanych rywalizacji i storyline'ów, które były kreowane na głównych tygodniówkach WWE, Raw, SmackDown i NXT. Wrestlerzy byli przedstawiani jako heele (negatywni, źli zawodnicy i najczęściej wrogowie publiki) i face’owie (pozytywni, dobrzy i najczęściej ulubieńcy publiki), gdzie rywalizowali pomiędzy sobą w seriach walk mających w budować napięcie, kulminując w decydującą walkę wrestlerską lub ich serię.
28 maja 2015 roku ujawniono, że Brock Lesnar miał wystąpić w live evencie 4 lipca w Japonii. Byłby to pierwszy mecz Lesnara bez PPV dla WWE od 2004 roku. Lesnar podobno poprosił o miejsce w programie, aby on i Brad Rheingans mogli pojechać do Tokio odwiedzić Masę Saito, który był w złym stanie zdrowia. Następnie WWE wypuściło film promocyjny, ogłaszając, że program nie będzie już house showem i będzie transmitowany na żywo w sieci WWE. Dzień później WWE ujawniło całą kartę gali. Jeden z meczów zaplanowanych na wydarzenie, The New Day vs. Tyson Kidd i Cesaro nie mógł już odbywać się z powodu kontuzji Tysona Kidda, która miała go wykluczyć na ponad rok. Kidd i Cesaro zostali zastąpieni przez The Lucha Dragons.
Kevin Owens bronił mistrzostwo NXT przeciwko Finnem Bálorem podczas gali. Na NXT TakeOver: Rival w lutym 2015 r. Owens zdobył mistrzostwo NXT, podczas gdy Bálor wygrał turniej, aby zostać pretendentem. 25 marca na odcinku NXT Owens pokonał Bálora, który zrezygnował z malowania twarzy „Demon”, mówiąc, że nie potrzebuje „Demona”, aby pokonać mistrza; w meczu Owens wykorzystał swoją przewagę ponieważ Bálor doznał kontuzji nogi (kayfabe). Jednak Bálor zdobył kolejną szansę na tytuł na NXT TakeOver: Unstoppable w maju, kiedy pokonał Tylera Breeze’a. Bálor przysiągł, że w The Beast in the East Owens „spotka się z Demonem”.

## Wyniki walk
| Nr                                                                                    | Wyniki                                                                                  | Stypulacje                                   | Czas  |
| ------------------------------------------------------------------------------------- | --------------------------------------------------------------------------------------- | -------------------------------------------- | ----- |
| 1D                                                                                    | Cesaro pokonał Diego poprzez submission                                                 | Singles match                                | 8:13  |
| 2D                                                                                    | The Lucha Dragons (Kalisto i Sin Cara) pokonali The New Day (Big E’go i Xaviera Woodsa) | Tag Team match                               | 6:31  |
| 3                                                                                     | Chris Jericho pokonał Neville’a poprzez submission                                      | Singles match                                | 16:20 |
| 4                                                                                     | Nikki Bella (c) pokonała Taminę i Paige                                                 | Triple Threat match o WWE Divas Championship | 7:03  |
| 5                                                                                     | Brock Lesnar pokonał Kofiego Kingstona                                                  | Singles match                                | 2:36  |
| 6                                                                                     | Finn Bálor pokonał Kevina Owensa (c)                                                    | Singles match o NXT Championship             | 19:25 |
| 7                                                                                     | Dolph Ziggler i John Cena pokonali Kane’a i Kinga Barretta                              | Tag Team match                               | 23:50 |
| (c) – mistrz/mistrzyni przed walkąD – walka była dark matchem (nietransmitowana w TV) |                                                                                         |                                              |       |